# Räffelbjörk
Betula costata är en björkväxtart som beskrevs av Ernst Rudolf von Trautvetter. Betula costata ingår i släktet björkar, och familjen björkväxter. Inga underarter finns listade.
Arten förekommer i östra Kina, på Koreahalvön och i östra Ryssland (främst vid floderna Amur och Ussuri). Räffelbjörk hittas i kulliga områden och i bergstrakter mellan 600 och 2500 meter över havet. Trädet växer på fuktig grund och det saknas i områden med längre torka. Arten hittas i fuktiga skogar.
Den maximala höjden är 30 meter.

## Bildgalleri

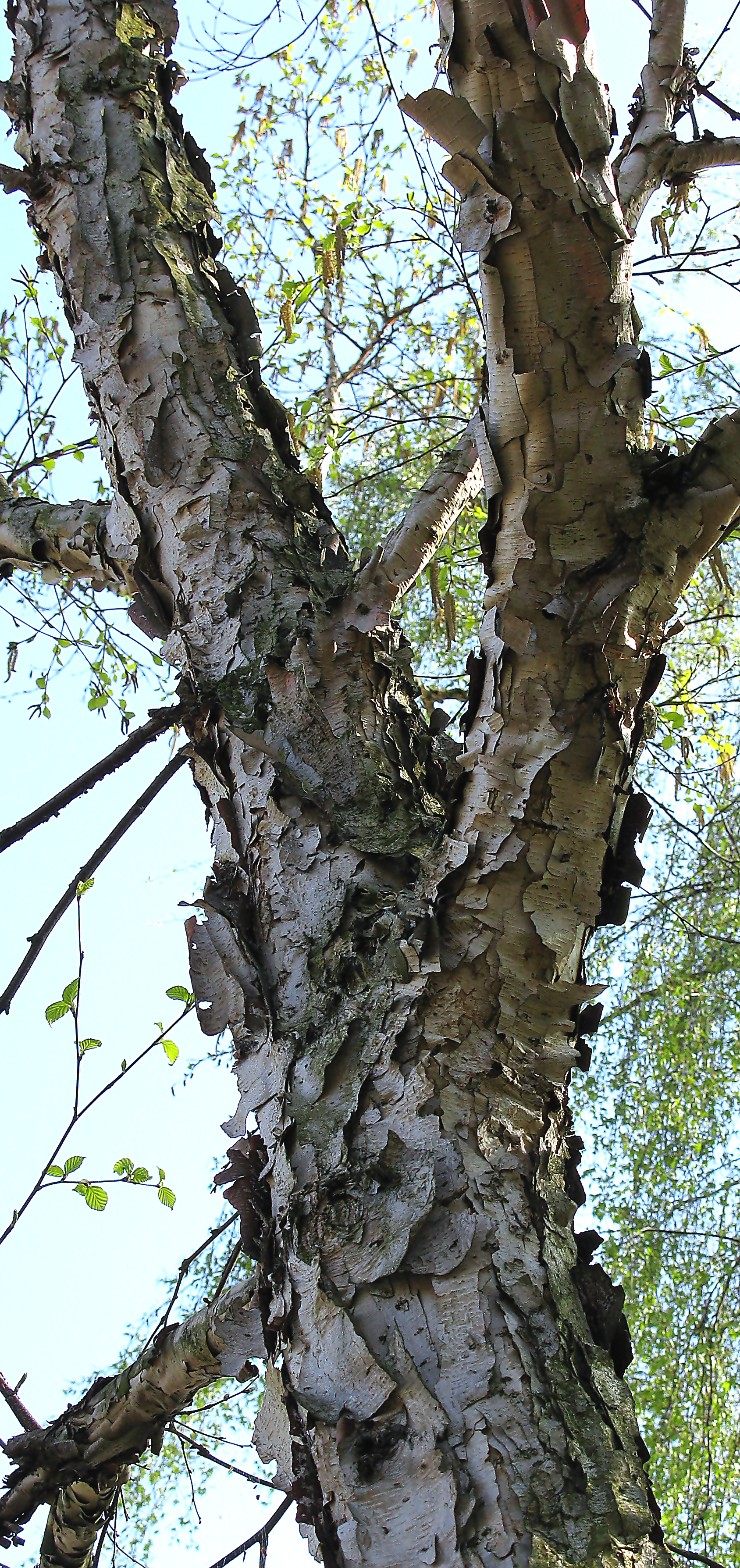